# Aischrocrania quadrimaculata
Aischrocrania quadrimaculata är en tvåvingeart som först beskrevs av Tokuichi Shiraki 1933.  Aischrocrania quadrimaculata ingår i släktet Aischrocrania och familjen borrflugor.
Artens utbredningsområde är Taiwan. Inga underarter finns listade i Catalogue of Life.